# Fortezza di Sagres
La Fortezza di Sagres, detta anche Castello di Sagres o Forte di Sagres (pt. Fortaleza de Sagres), è una struttura militare, situata nei pressi del freguesia di Sagres, nel comune di Vila do Bispo, nella regione portoghese dell'Algarve. La fortezza fu costruita nel XV secolo per ordine dell'Infante del Portogallo Enrico il Navigatore. Pesantemente danneggiata dal terremoto di Lisbona del 1755, fu ricostruita alla fine del XVIII secolo ma con significativi rimaneggiamenti. È stata oggetto di importanti lavori di ristrutturazione negli anni 1960 e 1990 e nel 2010. All'interno, spicca la Chiesa di Nossa Senhora da Graça, anch'essa costruita da Enrico il Navigatore. La fortezza è di grande importanza storica per il suo legame con la storia di Enrico il Navigatore e delle scoperte portoghesi. Nel 2018 è stata il monumento più visitato dell'Algarve, probabilmente dell'intera regione a sud del Tago.

## Descrizione

### Sito
La fortezza si trova su un ripido promontorio a est di Cabo de São Vicente, lungo circa 1 km, largo 300 m e alto 40 m, scelto come sito per l'erigenda proprio in ragione della sua privilegiata posizione di controllo sulla costa circostante. L'area è oggi inclusa nel Parco Naturale dell'Alentejo sudoccidentale e della Costa Vicentina, noto per la sua complessa biodiversità faunistica e floreale, con esemplari unici nella regione.

### Mura e porte monumentali

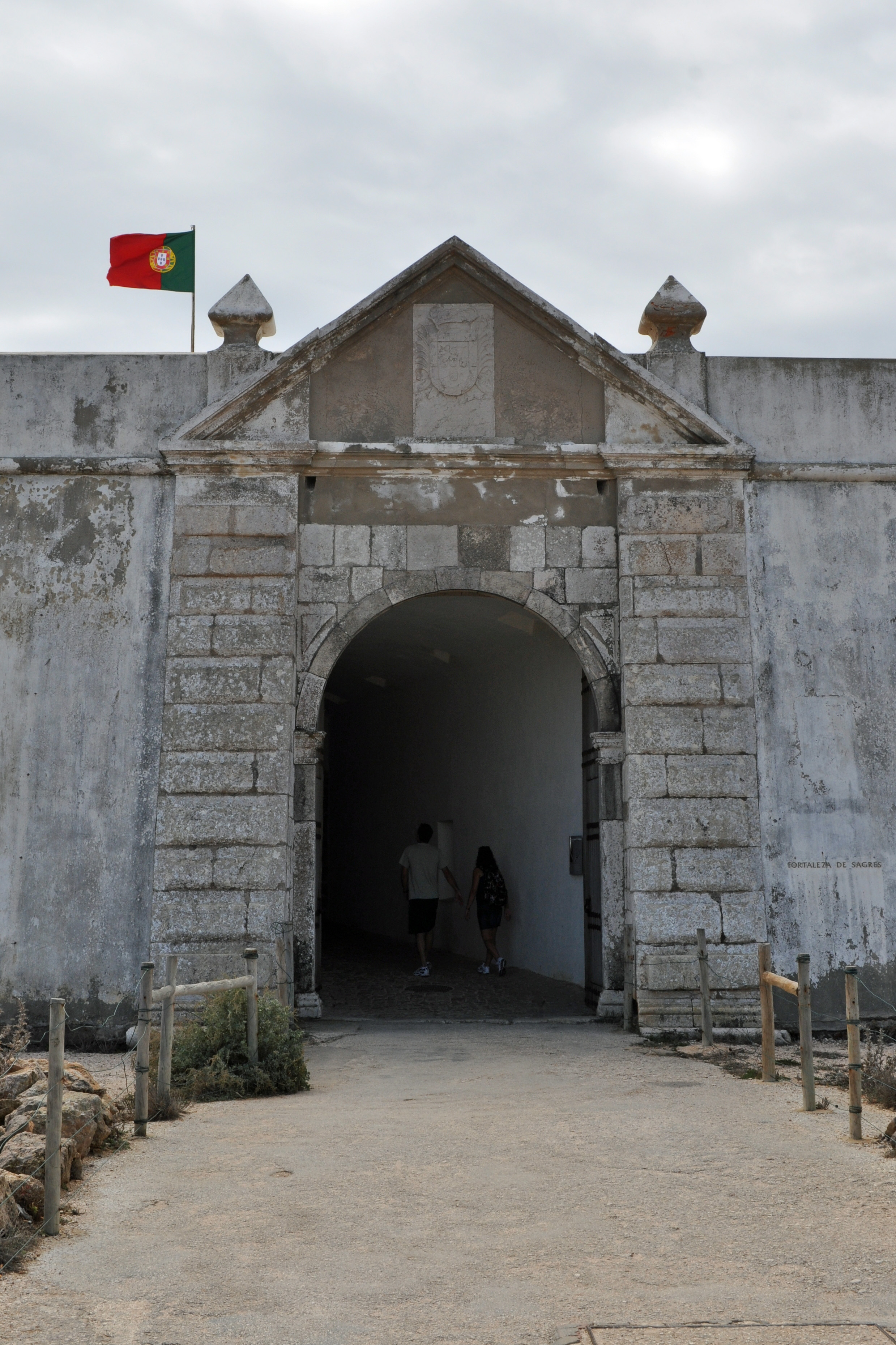
Cancello d'ingresso alla fortezza nel 2012

La fortezza presenta un'architettura rinascimentale-manierista. Il complesso ha forma sostanzialmente poligonale, comprendente una cortina muraria e sei batterie rivolte verso l'oceano. Le mura sono sormontate da bastioni su entrambi i lati e al centro avevano un cavaliere turrito, rivolto verso l'entroterra, in cui si apriva la porta principale della fortezza. La struttura taglia in due il promontorio, precludendone l'accesso se non per tramite del castello, i cui bastioni laterali fungevano anche da difesa contro aggressioni dall'entroterra verso la fortezza.
 Questa configurazione, con la fortificazione che chiude l'unico ingresso a un promontorio roccioso, aggettante sulla costa o su di un corso d'acqua, è ampiamente testimoniata nel sud del Portogallo: v.si per es. il Castello di Paderne e il Castello di Arrifana, sempre in Algarve, o i castelli di Cola e Mértola, nell'Alentejo.
Nel 1843, la torre del cavaliere era alta circa 50 palmi (11,43 m) e di forma quadrata, con parapetti a formare un pentagono, guarniti di cannoni. Oltre a queste strutture, la fortezza dispone anche di diverse batterie e diversi cannoni su ruote.
Il portale in stile neoclassico presenta cunei in muratura di pietra lavorata, con due pietre imbottite, mentre la terza fungeva da basamento. Gli angoli sono stati modificati durante i lavori di restauro e la loro larghezza è stata cambiata da 60 cm a 1 m. Il portale immette in un tunnel che conduce alla corte interna, oggi coperta da un tappeto erboso. Questa galleria esisteva già nel 1843, passando allora sotto le riparazioni e la torre centrale, attraverso un vano voltato. Tale ambiente dava accesso all'interno della fortezza attraverso una porta, nei pressi della quale si trovava anche l'ingresso del corpo di guardia, adiacente alla torre. Nelle indagini archeologiche sono state scoperte tracce di un fossato e di un ponte levatoio all'ingresso della fortezza.

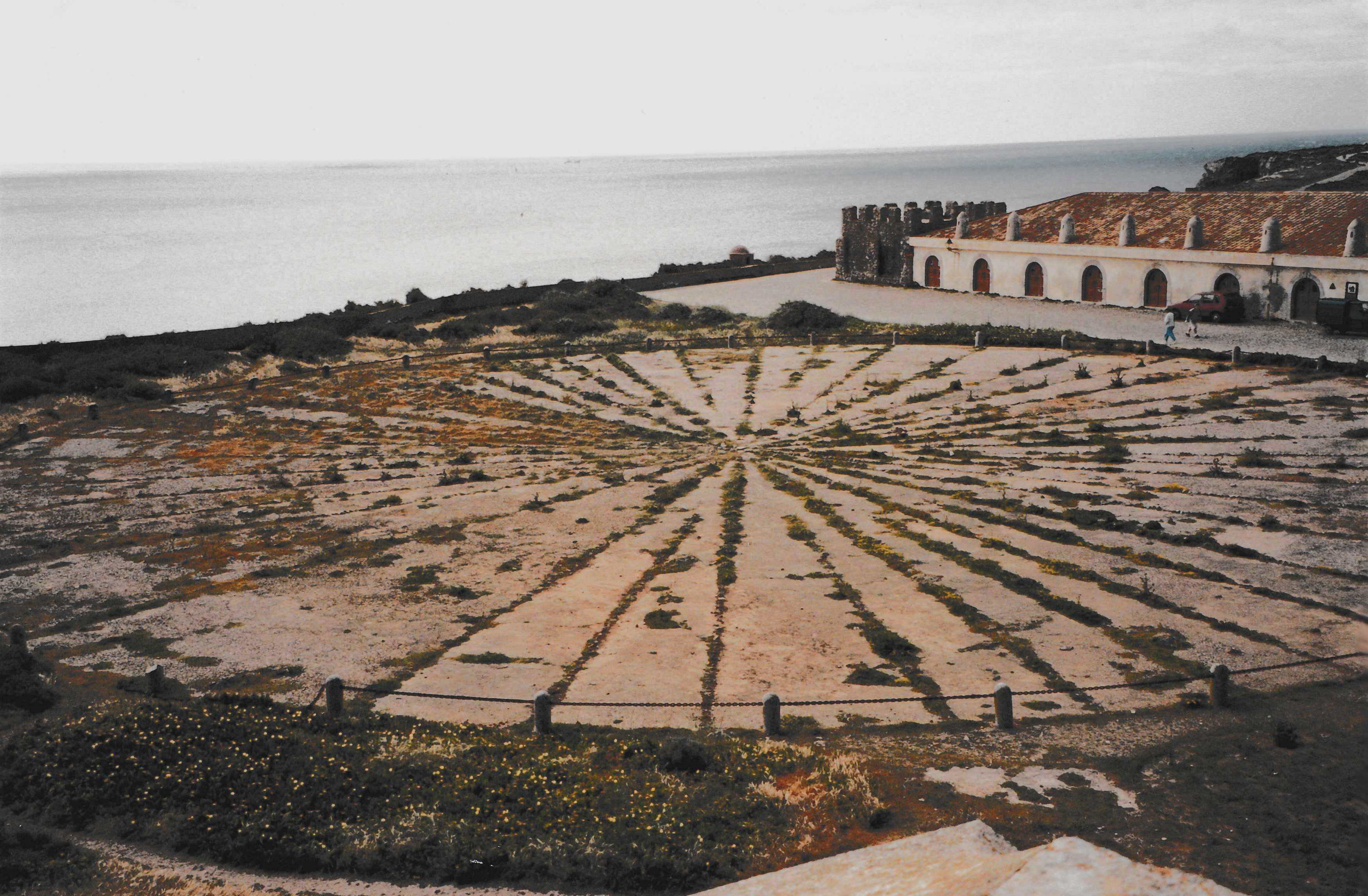
Interno della Fortezza, maggio 1996. Al centro si trova la cosiddetta Rosa dei Venti, con edifici degli anni '60, sostituiti negli anni '90, sulla destra

### Terrapieno ed edifici
All'interno della fortezza vi erano diversi edifici, tra cui un gruppo detto del "torrente" che erano adiacenti a un muro sul lato sud della piazza d'armi. Questi edifici erano formati dalla Casa do Cosmograph, dalla Casa do Governador (it. "Casa del governatore") e dalla Casa do Infante. Successivamente furono occupati dalla Casa dei Capitani e da diverse residenze e camere. All'esterno della piazza d'armi, più a sud, vi era un'altra proprietà che fu identificata come magazzino, e che fu poi adibita a stalla, di cui rimangono i ruderi. C'erano anche diversi magazzini, diverse batterie con cannoni e una cisterna che è uno dei pochi resti originali della Vila do Infante.
A ovest della chiesa c'era un edificio rettangolare, con tetto a padiglione e un'unica lastra sulla facciata principale, con nove porte. L'edificio centrale era di forma quadrata ed era originariamente composto da due corpi principali, entrambi su due piani, collegati da una cortina. La facciata principale del primo corpo era priva di basamento e terminava con cornice e grondaia, con tre porte e due finestre al pianterreno e cinque finestre al primo piano. Il secondo corpo, a est del primo, era noto come Casa do Governador ed era di forma rettangolare, con facciata principale anch'essa priva di basamento e sormontata da un cornicione, con due porte al pianterreno e due finestre al piano superiore.
La fortezza dispone anche di un auditorium.
Il complesso della fortezza comprende anche una struttura circolare nota come la "Rosa dei Venti", scoperta nel XVII secolo, che si ritiene possa essere stata una meridiana. È composta da diverse pietre di dimensioni disuguali che formano una stella irradiata con 32 direzioni. La "Rosa" potrebbe essere collegata a un eremo a pianta circolare dedicato a Santa Maria che sarebbe stato costruito per volere dell'Infante all'interno del villaggio.
Per orientare e informare i visitatori, sono stati realizzati diversi percorsi con pannelli descrittivi sulle varie parti del monumento, specie vegetali e animali sul promontorio. È stata inoltre installata una passerella di due chilometri, destinata ai visitatori con mobilità ridotta.

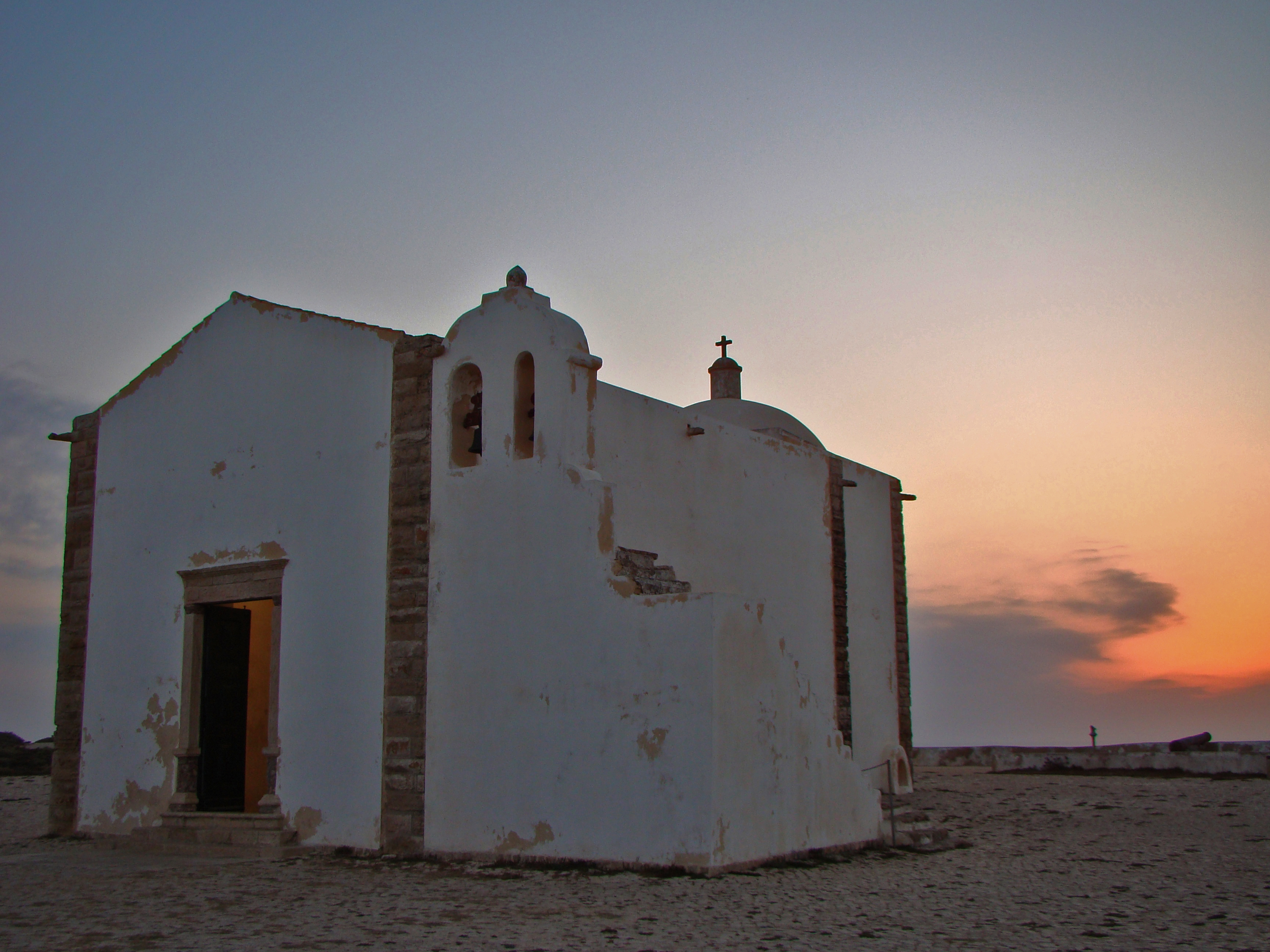
Chiesa di Nostra Signora delle Grazie, nel 2010

### Chiesa di Nostra Signora delle Grazie
All'interno della fortezza si trova la Chiesa di Nossa Senhora da Graça, fondata durante il periodo di Enrico il Navigatore e originariamente dedicata a Santa Maria.

L'edificio è a pianta longitudinale, a navata unica con abside quadrangolare, con la sagrestia a sud, di forma simile. L'interno della navata è coperto da una volta a botte, protetta da un tetto a capanna, mentre il presbiterio è sormontato da una cupola su corna. Le facciate sono prive di basamento, essendo quella principale due riquadri, di cui uno relativo all'edificio della chiesa stessa, dove si trova il portale d'ingresso con architrave, mentre l'altro corrisponde alla cella campanaria. Anche la facciata sud presenta due riquadri, uno per la sagrestia e l'altro per la navata della chiesa, con una finestra che si apre in quest'ultima. La facciata rivolta a est è la stessa di quella a sud, anch'essa con finestra, e comprende una scala di accesso al campanile.

All'interno della chiesa vi è una serie di lapidi.

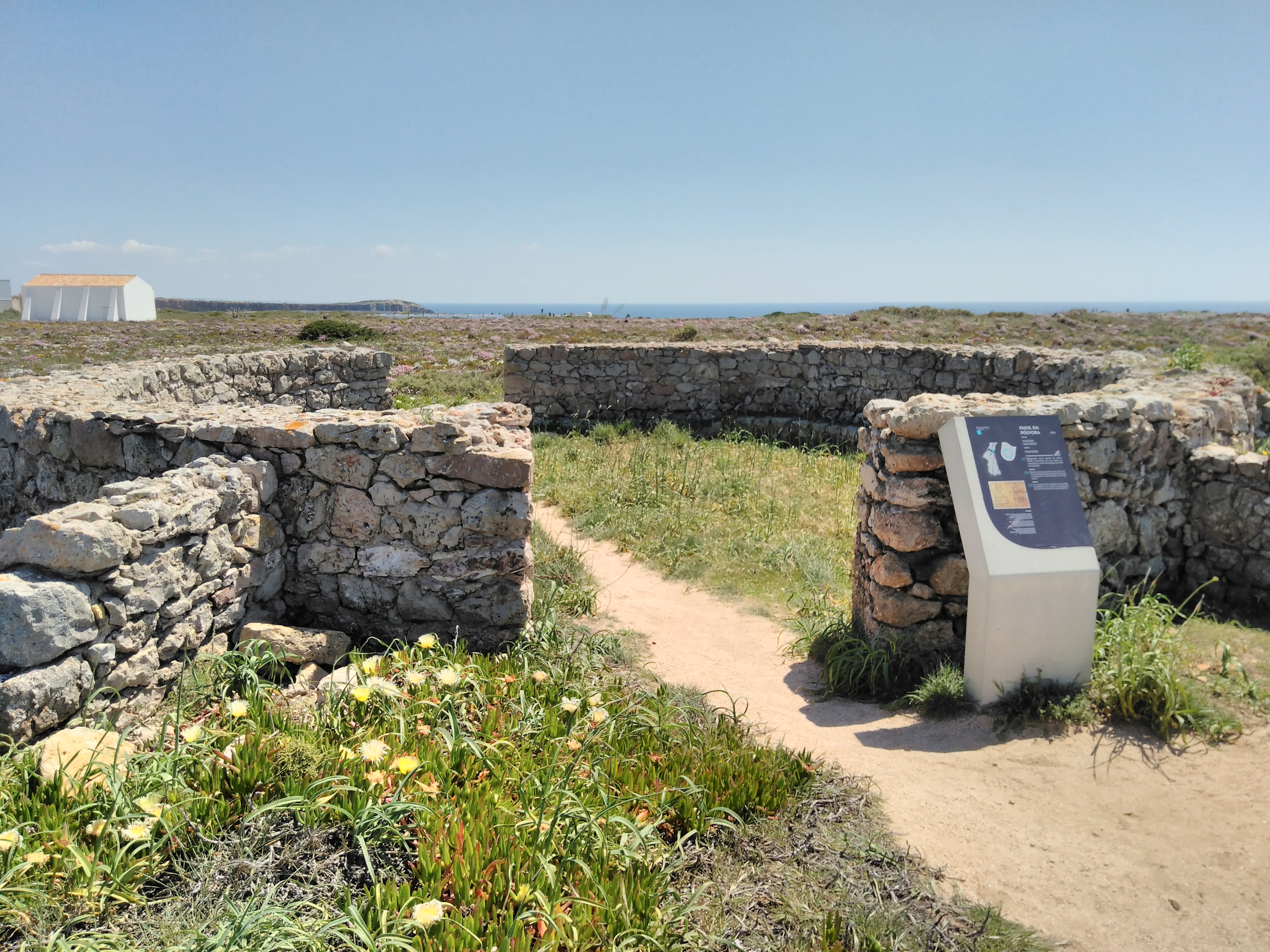
Rovine della vecchia polveriera, nel 2018

### Conservazione e importanza
La Fortezza di Sagres è stata classificata Monumento Nazionale con Decreto del 16 giugno 1910. La Zona di Protezione Speciale è stata delimitata dall'Ordinanza n. 469/87, pubblicata nella Gazzetta Ufficiale n. 128, Serie I, del 4 giugno 1987. Ha anche ricevuto i riconoscimenti da International Place of Culture and Peace, Human Rights Watch, e European Heritage Label (Unione europea).
Il 31 gennaio 2017, la fortezza è stata nominata Patrimonio dell'Umanità dall'UNESCO come parte dell'elenco First Globalization Places.
Nel 2018, la Fortezza di Sagres è stato il monumento più visitato in Algarve e probabilmente nell'area a sud del fiume Tago, avendo registrato quasi mezzo milione di visitatori in quell'anno. La gestione dell'edificio è stata affidata alla Direzione Regionale della Cultura dell'Algarve con decreto n. 829/2009, pubblicato nel Diário da República n. 163, Série I, del 24 agosto 2009.

### Reperti
Durante gli scavi archeologici sono stati rinvenuti numerosi reperti: contenitori in ceramica, terracotta, materiali da costruzione, pezzi di vetro e parti metalliche.

## Storia

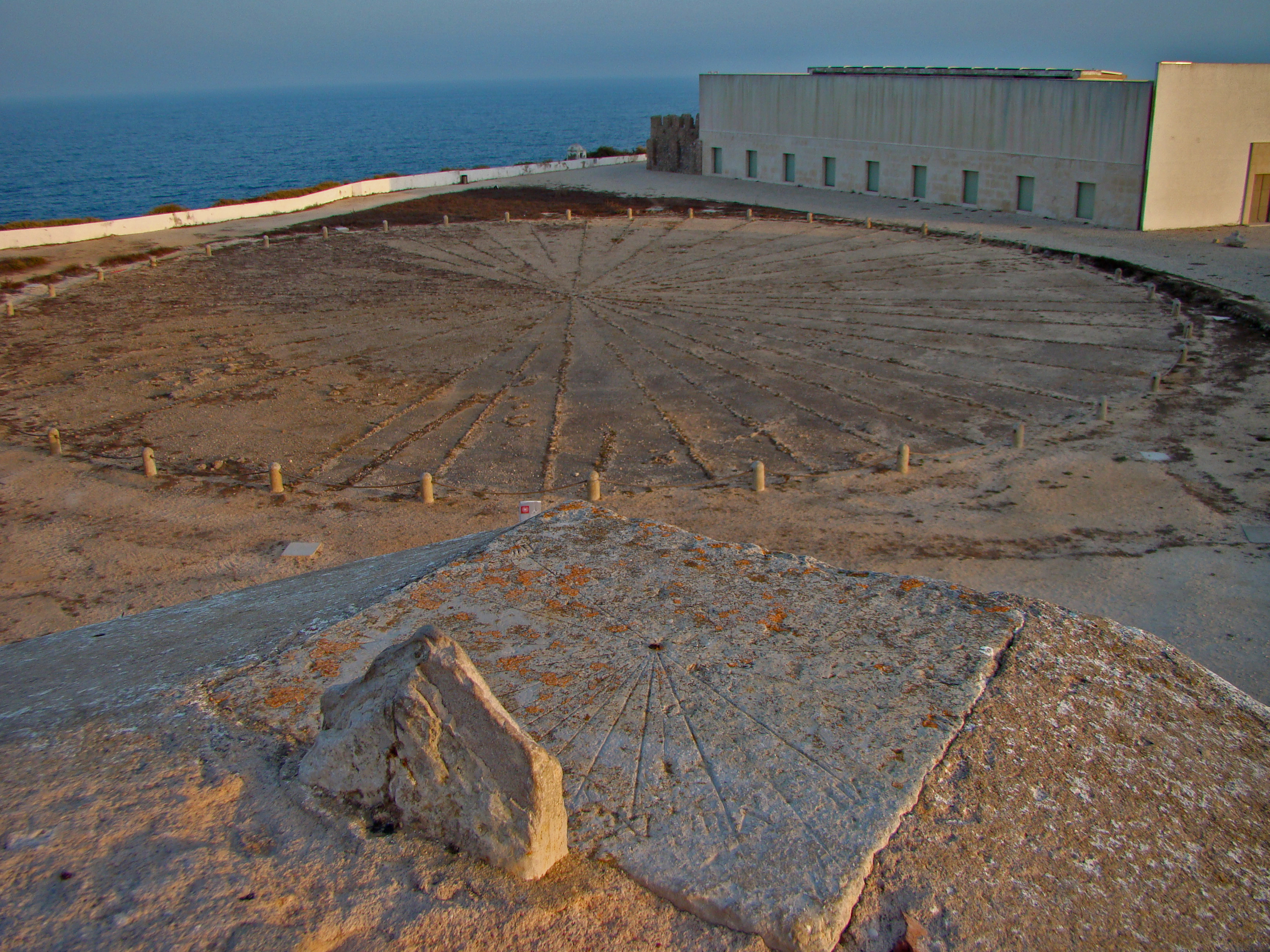
Interno della fortezza - la Rosa dei venti

### Strutture precedenti
L'area in cui si trova la fortezza ha svolto un ruolo importante dal punto di vista spirituale, per la sua posizione geografica, lontana dai centri abitati, e per la sua forma, come un grande promontorio dove la terra si addentra nel mare. I riferimenti più antichi si devono allo storico greco Eforo di Cuma (IV secolo a.C.) che lo chiamò Hieron Akroterion, nome tradotto in latino come Promontorium Sacrum ("Sacro Promontorio") da Plinio il Vecchio nella sua Naturalis historia. L'occupazione umana della regione risale almeno al Neolitico antico, secondo i resti rinvenuti nel sito archeologico di Cabranosa, a nord-ovest del villaggio di Sagres. In epoca romana è possibile che fosse luogo di culto del dio Saturno o di Ercole: nelle vicinanze (Praia do Beliche, Ilhéus da Baleeira o Martinhal e Praia da Baleeira) sono stati trovati diversi resti romani. L'area acquisì grande importanza dal punto di vista spirituale quale presunto luogo di sepoltura di San Vincenzo dopo il suo martirio ad opera del funzionario romano Dacianus. Durante il periodo musulmano potrebbe esserci stato un edificio dedicato al culto di quel santo, descritto dal geografo Muhammad al-Idrisi come il Tempio del Corvo. Questo tempio sarebbe stato frequentato principalmente dai mozarabici, funzionante fino al XII secolo, quando i resti mortali del santo furono trasferiti a Lisbona, per ordine del re Alfonso I del Portogallo.

### XV secolo

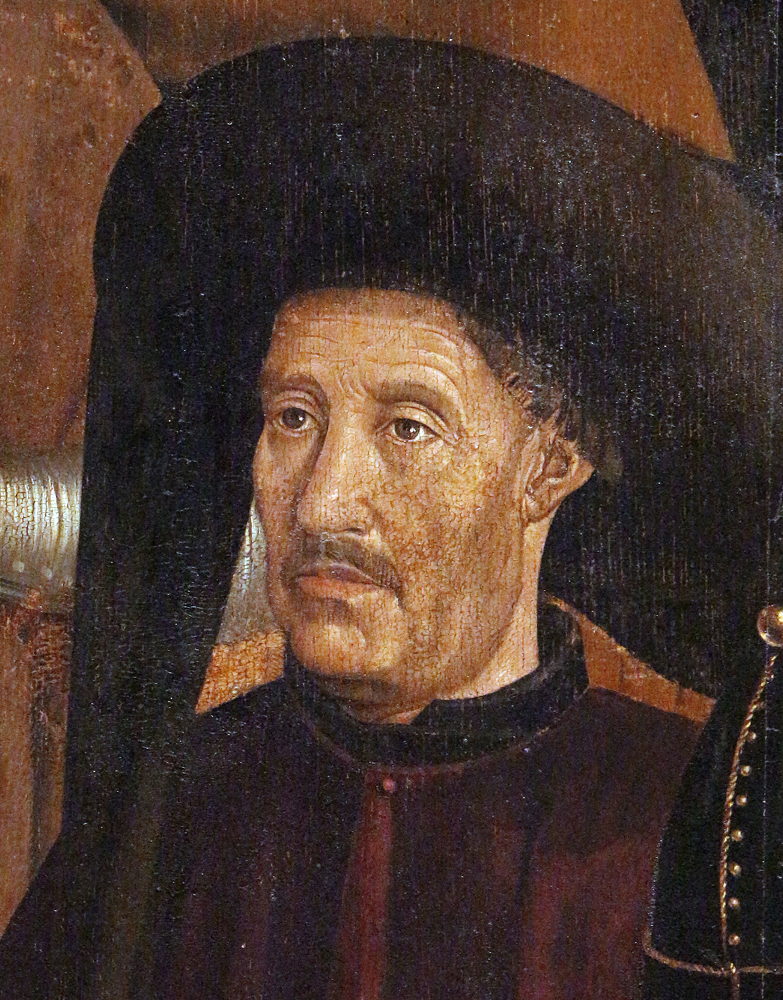
Enrico il Navigatore

Nel 1438, l'Infante Enrico il Navigatore si trovava nella regione dell'Algarve, dopo la sconfitta militare a Tangeri dell'anno precedente, e forse in quel momento s'interessò alla regione di Cabo de São Vicente. Vi sono infatti prove che l'Infante sia stato più volte nella cittadina di Lagos, allora snodo portuale principale dell'esplorazione lusitana, e potrebbe aver sfruttato la permanenza per approfondire la sua conoscenza del promontorio. È dunque possibile che a quel tempo abbia maturato l'idea di crearsi una residenza a Sagres. Fu però solo il 27 ottobre 1443 che la Corona del Portogallo concesse a vita il territorio di Cabo de São Vicente all'Infante Enrico. A quel tempo, la regione era praticamente disabitata, un diploma di Edoardo del Portogallo del 1434 l'aveva descritta come «luogo solitario e deserto, lontano dai villaggi», e fu l'Infante a manifestare la sua intenzione di colonizzarla erigendovi uno o più villaggi.
Negli anni successivi, Enrico s'impegnò a crearsi una proprietà terriera nella regione di Sagres e nel 1961 lo storico Alberto Iria avanzò una teoria sull'ubicazione originaria del villaggio fondato dall'Infante quale sua residenza ufficiale. Un sito che sarebbe stato formato da diversi edifici circondati da una cinta, nello stesso luogo in cui fu poi costruita la fortezza di Sagres vera e propria. Nel sito furono infatti successivamente scoperte diverse vestigia delle murature originarie. Il complesso originario, stando alle fonti grafiche lasciateci dagli Inglesi di Drake nel XVI secolo, disponeva di un edificio centrale con una piccola scalinata e due camini visibili che era forse il palazzo dell'Infante. La comunità enriciana non era ancora conosciuta come "Sagres" e l'Infante stesso la chiamava Vila do Infante (it. "villaggio dell'Infante") o "mia città di Terçanaball/Terçanaval", nomi che non corrispondevano esattamente al villaggio quanto alla regione in cui si trovava. Nel 1459, l'Infante si trasferì a Barlavento Algarvio, dove rimase fino alla morte, e vi si dedicò, tra le altre cose, allo sviluppo del suo villaggio di Terçanabal. A quel tempo, il paese era ancora considerato un luogo sgradevole, anche se conobbe una certa crescita negli anni 1450, soprattutto a causa dei compagni dell'Infante (es. nel 1454 era arrivato in loco il navigatore veneziano Alvise Da Mosto) e di diverse persone che vi furono esiliate. A causa di questo incremento demografico, l'Infante fece erigere la parrocchia di Santa Maria il 14 ottobre 1459, " in luogo un tempo selvaggio e poi popolato" che fu consegnata all'Ordine di Cristo. L'Infante morì il 13 novembre 1460 nel suo villaggio di Sagres.
Dopo la morte di Enrico il Navigatore, la città entrò in un periodo di decadenza e cambiò più volte amministratore fino alla fine del regno di Giovanni II del Portogallo, nel 1495. Il 29 ottobre 1471, il re Afonso V donò il feudo della città, fino a Cabo de São Vicente, a Rui de Sousa, mentre il 22 giugno 1487, un abitante di Raposeira, Rodrigo Anes ricevette il beneficio del capitanato del villaggio di Sagres. Il 1º aprile 1495 gli fu concessa la più alta alcaidaria da re Giovanni II. Nel 1498, il figlio di Rui de Sousa, João de Sousa, ereditò la signoria di Sagres alla morte del padre, passandola poi ai suoi discendenti, i Conti di Prado e i Marchesi di Minas.
La fortezza di Sagres fu probabilmente costruita nel XV secolo per difendere la costa dell'Algarve, principalmente la costa occidentale, e le rotte marittime tra l'oceano Atlantico e il mar Mediterraneo. Era considerato l'elemento più importante del sistema di difesa della fascia costiera, avendo altre due fortezze vicine, Belixe e São Vicente, a supporto. Serviva anche a difendere il porto di Sagres, coinvolto non solo nell'attività esplorativa portoghese ma anche (e soprattutto) importante polo dell'industria ittica lusitana. Anche la Chiesa di Nossa Senhora da Graça fu costruita durante il periodo enriciano.

#### Escola de Sagrtes
Secondo la tradizione, oltre al villaggio, l'Infante avrebbe creato anche una scuola di navigazione a Sagres, la cosiddetta "Escola de Sagres". Tuttavia, la Vila do Infante iniziò a funzionare solo intorno al 1446, diversi anni dopo che furono fatti i primi importanti progressi nella navigazione costiera africana, come il passaggio di Capo Bojador da parte di Gil Eanes, cosa che sfata il mito dell'Escola de Sagres. Questa tradizione è stata sensibilmente basata su eventi storici, poiché il capo è stato una delle ispirazioni per l'Infante per avviare le navigazioni africane, quindi si può dire che Sagres abbia avuto un ruolo primordiale nell'inizio delle scoperte portoghesi. Tuttavia, l'esistenza della Escola de Sagres non può essere del tutto esclusa, sebbene da ridimensionarsi e/o da ricollocarsi, ad esempio nella vicina città di Lagos, il vero centro delle navigazioni al tempo di Enrico.

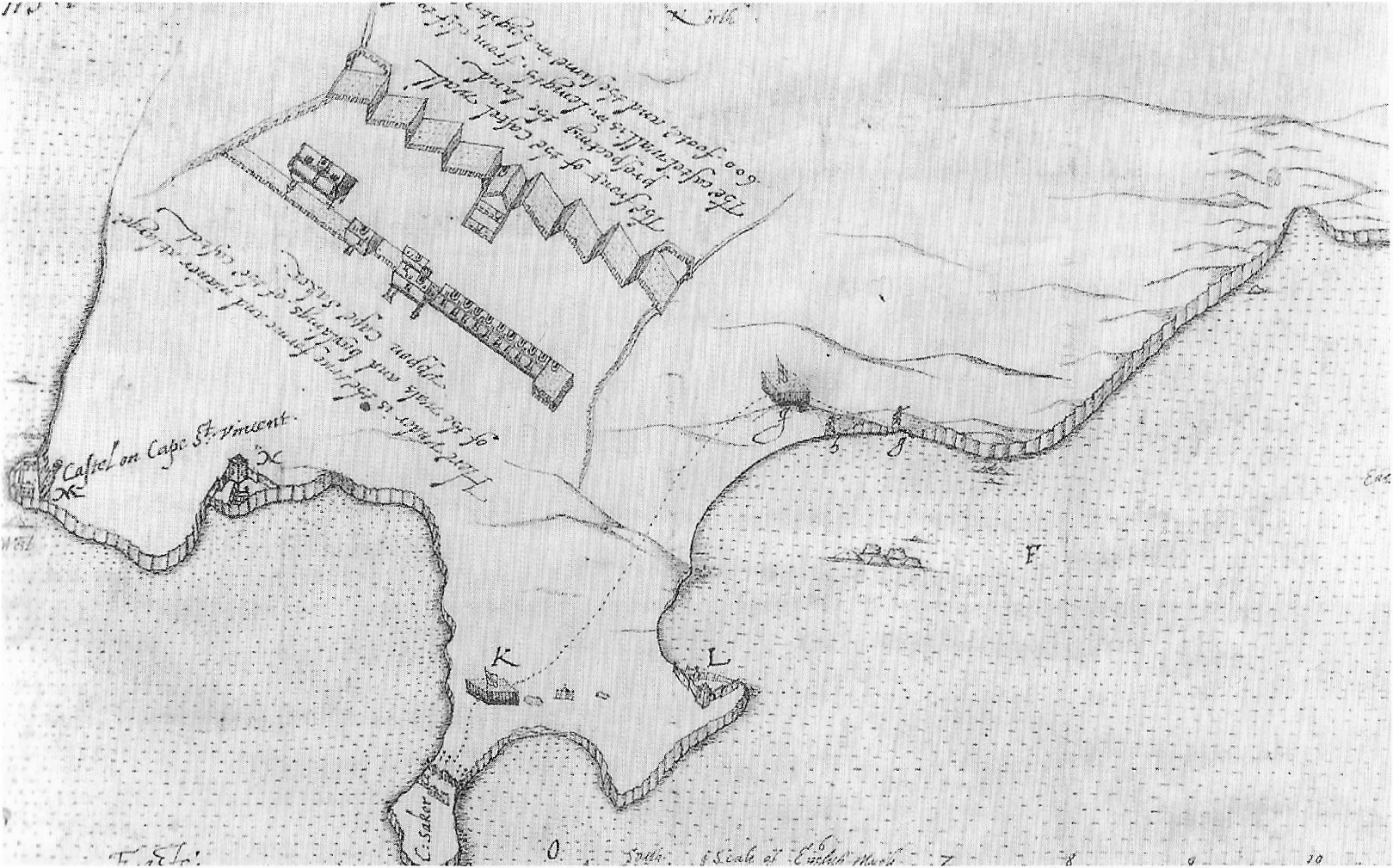
Incisione inglese del 1587 che mostra la regione di Cabos de Sagres e São Vicente. La fortezza è rappresentata due volte, nella sua collocazione al centro e sullo sfondo e poi in dettaglio al centro a sinistra dell'immagine.

### XVI secolo
Inizialmente Sagres non era una parrocchia e gli abitanti dovevano recarsi nel distante villaggio di Aldeia do Bispo per le funzioni religiose. Quest'inconveniente fu risolto con la fondazione della parrocchia il 12 novembre 1519 per volontà di re Manuele I del Portogallo che ordinò anche la costruzione di una chiesa parrocchiale in situ. Si sperava che questi provvedimenti arrestassero il progressivo declino di Sagres, sempre più un puro sito di valenza militare. Il 4 ottobre 1521, il figlio di Rodrigo Anes, Alexandre de Freitas, ricevette i ranghi di capitano e capo-sindaco della città di Sagres. Dopo la sua morte ad Azemmour, queste funzioni furono trasferite al fratello Manuel de Freitas che si insediò il 19 luglio 1536 e fu a sua volta sostituito da Belchior Barreiros. Sagres ebbe un piccolo comune che fu poi annesso a quello di Vila do Bispo, avendo a quel tempo distrutto la maggior parte dei documenti e dei libri dell'ex-municipio.
Nel 1587, il corsaro inglese Francis Drake fece diverse incursioni lungo le coste dell'Algarve: saccheggiò il villaggio di Sagres e distrutto gran parte della fortezza. Gli inglesi, prima del saccheggio, raffigurarono la fortezza, fornendoci probabilmente la più antica testimonianza visiva di quella fortificazione.

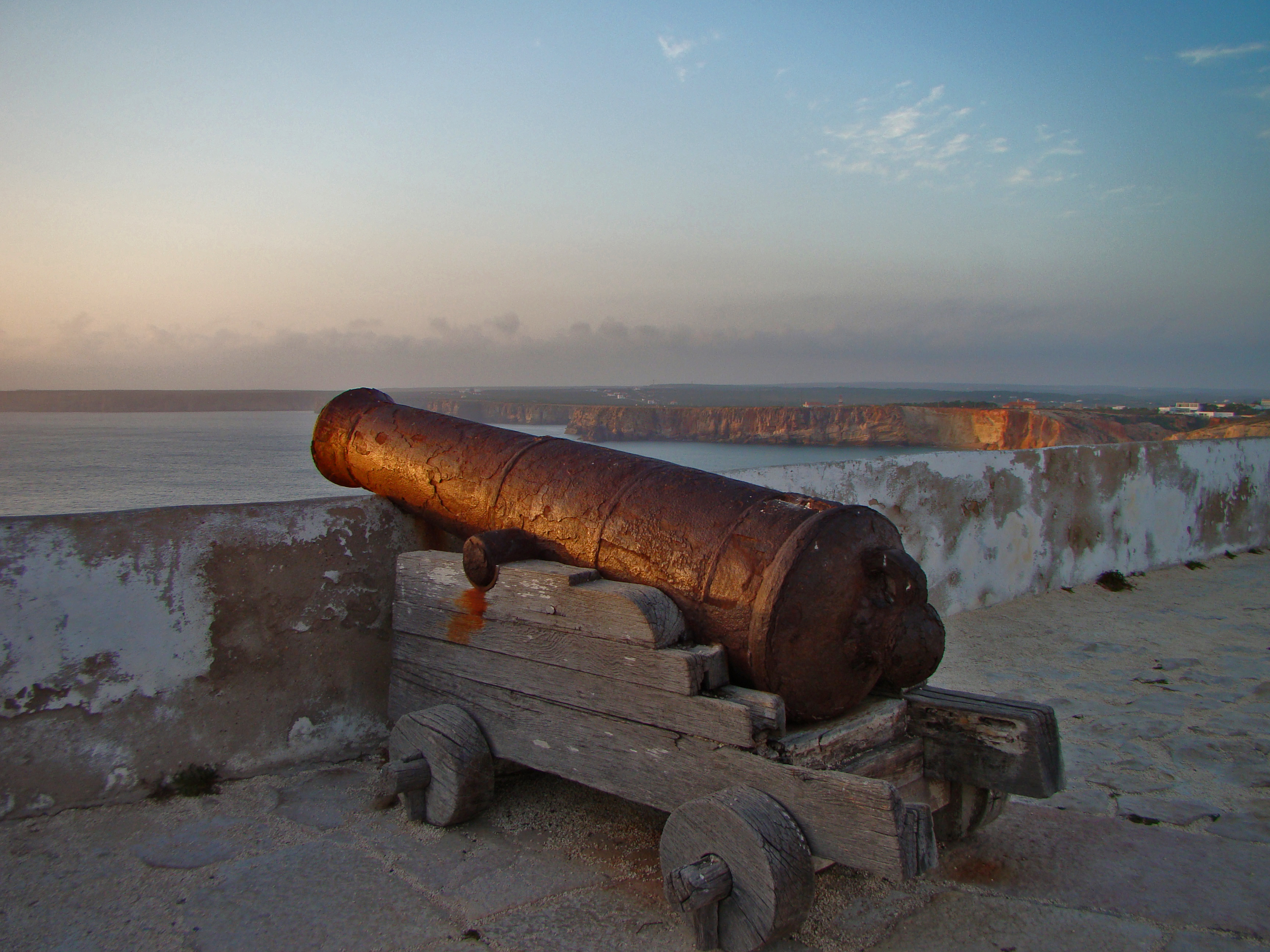
Cannone all'interno della fortezza

### XVII e XVIII secolo
Nel 1631 il re di Portogallo e Spagna Filippo III ordinò la riparazione di alcune parti delle mura che erano state abbattute, sul lato esterno della fortezza. Secondo lo storico Ataíde Oliveira, le fortezze di São Vicente e Sagres furono sottomesse senza resistenza subito dopo la Restaurazione dell'Indipendenza, il 1º dicembre 1640, che liberò il paese dal dominio spagnolo. Dopo il 1640 fu installata una struttura fortificata esterna, seguendo il sistema del Conte di Pagan. Sempre nel XVII secolo fu scoperta la c.d. "Rosa dei venti".
Il complesso di Sagres fu gravemente danneggiato dal terremoto di Lisbona del 1755 che distrusse le mura originarie. I lavori di ricostruzione furono eseguiti solo a partire dal 1793, coordinati da José de Sande Vasconcelos, che seguì un nuovo modello, portando profondi cambiamenti nella pianta della fortezza. I lavori si sono concentrati principalmente sulla Caserma, la "Casa del Governatore", l'edificio attiguo alla cisterna, la chiesa, i magazzini militari e il muro esterno. Questi lavori furono ricordati su una lapide che fu posta sopra l'ingresso della fortezza. Secondo indagini archeologiche effettuate nel 2008 e documentazioni, le strutture del cunicolo di accesso e della torretta centrale sono state realizzate in un arco temporale di circa 24 anni, nel passaggio dal XVIII al XIX secolo, pur rimanendo tracce di una precedente costruzione, probabilmente dal vecchio muro enriciano, sulla parete nord della torretta centrale.

### XIX e XX secolo

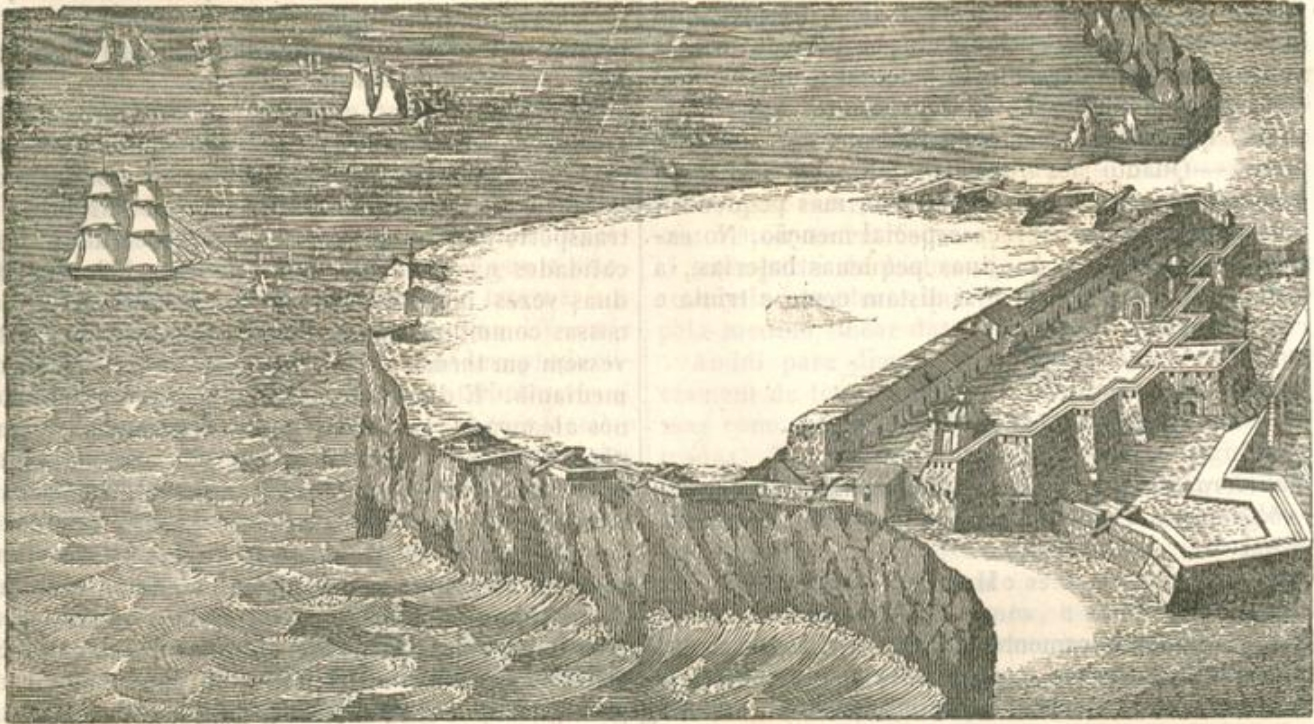
La Fortezza di Sagres - ill. da O Panorama n. 71 basata sull'incisione degli uomini di Drake.

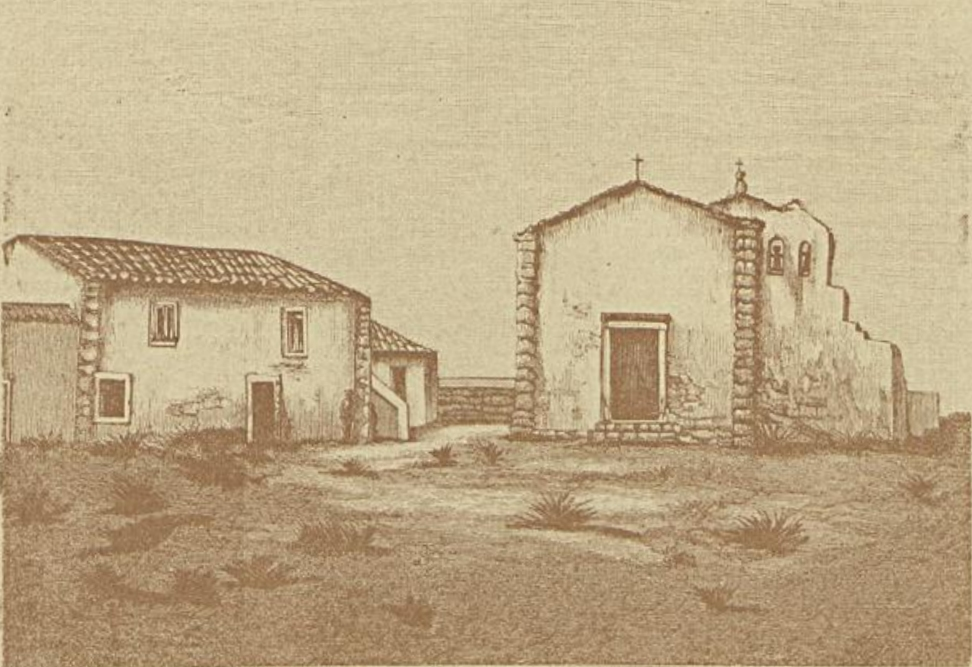
Incisione di una casa e cappella all'interno della Fortezza, tratta dal quotidiano O Ocidental n. 548, del 1894

Nel 1840, una lapide commemorativa di Enrico il Navigatore fu installata vicino all'ingresso della fortezza, su iniziativa di Sá da Bandeira. Nel 1843 Sagres era un luogo di popolazione ridotta, mentre la fortezza stessa aveva perso molta della sua importanza, avendo solo un minuscolo presidio, e non possedendo più il fossato. Il promontorio e la fortezza furono descritti nell'opera Un'excursion au cap Saint-Vicent et au cap Sagres, pubblicata da Germon de Lavigne nel 1886, rilevando che a quel tempo era occupata solo da un piccolo distaccamento di fanteria, parte della guarnigione di Lagos. Alla fine dell'Ottocento e nel corso del Novecento la fortezza non aveva più funzioni difensive.
Perduta la sua funzione strategica, la fortezza acquistò importanza come simbolo delle Portogallo nell'età delle scoperte. Il 16 giugno 1910, la fortezza fu riconosciuta monumento nazionale portoghese. Nel 1921 si riscoprì la c.d. "Rosa dei Venti" (v.si Descrizione).
Il legame della fortezza con l'Età delle scoperte ed Enrico il Navigatore gli valse un'attenzione speciale durante il periodo del "Estado Novo" che aveva come una delle sue principali ideologie l'esaltazione del passato storico lusitano e considerava l'Infante Enrico uno dei più grandi eroi nazionali. Una delle più grandi manifestazioni di propaganda del Estado Novo furono appunto le Commemorazioni del Centenario del 1940 in cui il Navigatore ebbe un ruolo preponderante. Durante l'organizzazione dei festeggiamenti, si risolse di costruire un monumento all'Infante all'interno della fortezza di Sagres e furono aperti diversi infruttuosi concorsi tra gli anni '30 e '50.

Negli anni '60, per il cinquecentenario del Navigatore, la Direcção-Geral dos Edifícios e Monumentos Nacionais (it. "Direzione generale per gli edifici e i monumenti nazionali") effettuò i primi restauri della fortezza, ormai in avanzato stato di degrado: l'intervento comprese il restauro degli edifici interni che la tradizione datava al periodo del Navigatore, uno dei quali divenne sede del Centro de Estudos Ultramarinos mentre la Casa do Governador divenne un dormitorio femminile per la gioventù portoghese ed in un terzo edificio, più recente, s'installò l'ufficio informazioni turistiche, il corpo di guardia e l'alloggio per i guardiani del faro. Fu restaurata la chiesa e creato un auditorium mostrare documentari sull'Infante Enrico. Fu allora che si allargarono gli angoli del portale d'ingresso. Contestualmente, furono studiati i documenti storici sulle origini di Sagres e della fortezza per scoprire l'ubicazione originaria della Vila do Infante. Fontoura da Costa, coinvolto nei lavori, sostenne che la città enriciana si trovava più o meno nello stesso luogo in cui fu poi costruita la fortezza e s'ipotizzò pertanto che i resti più antichi rinvenuti (la "Rosa dei venti", un tratto di muro interno, parzialmente nascosto da l'insieme delle case, detto "torrente") facessero parte della Villa. Una delle basi principali per la ricostruzione degli edifici fu l'incisione inglese del 1587 in quanto più antica rappresentazione nota della fortezza. Questi lavori hanno generato alcune polemiche sull'autenticità del patrimonio e dei metodi di restauro utilizzati, con la ricostruzione degli edifici criticata come tentativo di ricreare un'autenticità mai esistita. Il 17 maggio 1962 fu creata una Zona di Protezione Speciale intorno alla fortezza, modificata dalle ordinanze n. 550/86 e n. 469/87. Il 28 febbraio 1969 un terremoto causò gravi danni nell'Algarve, non risparmiando la fortezza.

Negli anni '80, la Direcção-Geral dos Edifícios e Monumentos Nacionais restaurò svariate volte la fortezza e nel 1988 bandì un concorso per adeguarla alla domanda turistica.

Nel 1991 iniziarono a essere costruiti nuovi edifici all'interno della fortezza, durante il mandato di Pedro Santana Lopes come Segretario di Stato per la Cultura. I lavori provocarono la protesta dei locali che criticarono il progetto di João Carreira dalle linee moderne e la controversia bloccò la realizzazione d'una parte dei nuovi edifici: un corridoio di 260 m (alto 8 m e largo 6 m) per mostrare la Via dos Descobrimentos. Il decreto-legge 106F del 1 giugno 1992 creò l'Istituto Portoghese del Patrimonio Architettonico sotto la cui responsabilità si collocò la fortezza di Sagres. Nel 1996-1997 nuovi interventi, sempre progettati da Carreira, migliorarono la sistemazione esterna del monumento e coprirono le mura esterna con la vernice bianca attuale. I nuovi edifici furono inaugurati il 12 luglio 1997, durante il mandato di Manuel Maria Carrilho come Ministro della Cultura. Alla fine del 1997, la pala d'altare della Cappella di Catarina, all'interno della Fortezza di Belixe, fu trasportata al forte di Sagres per motivi di sicurezza.

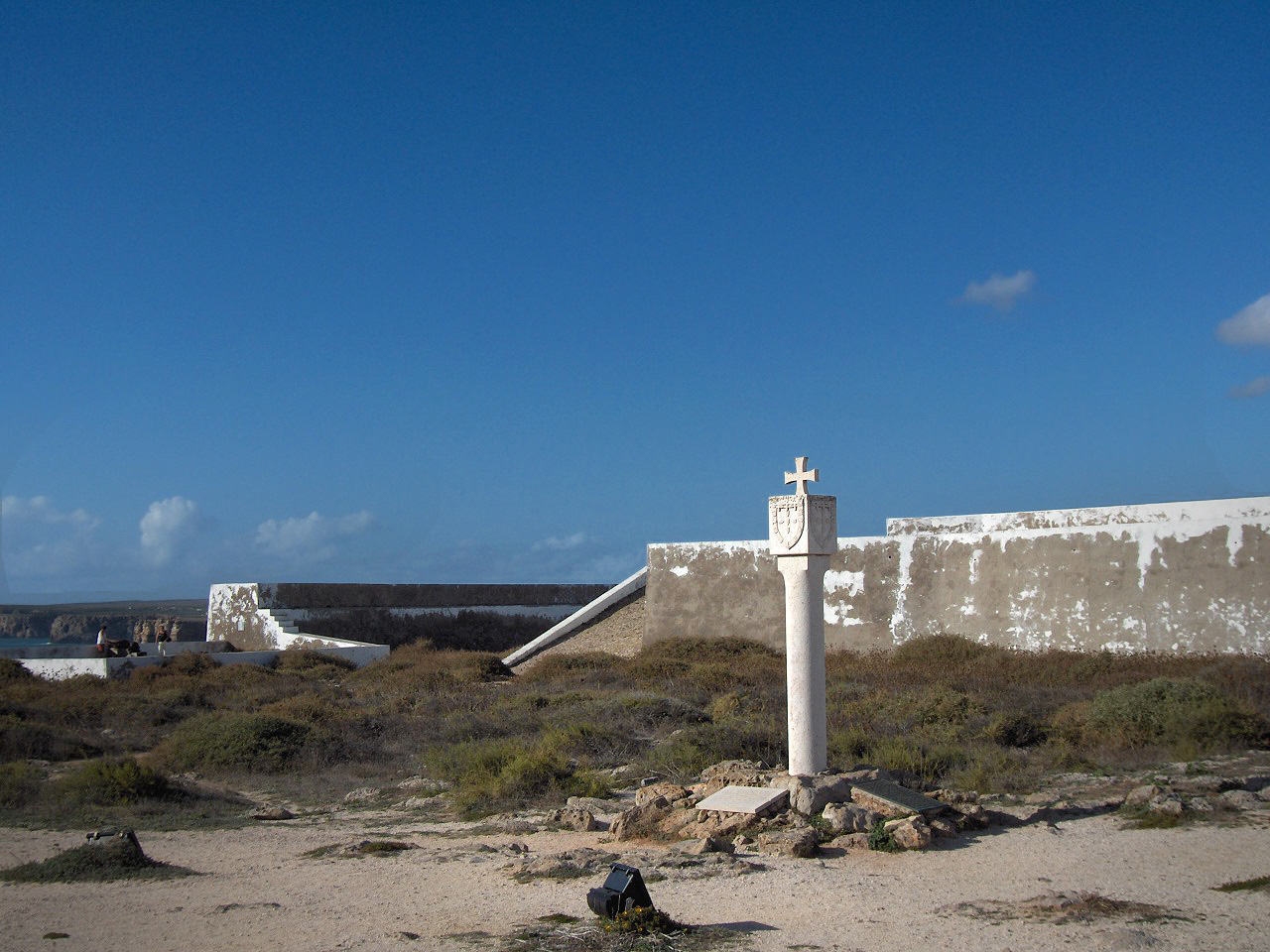
Padrão commemorativo delle scoperte portoghesi, nel 2006.

### XXI secolo

#### Anni 2000
Al principio degli anni 2000, Sagres è diventato un candidato per il Patrimonio dell'umanità UNESCO ma nel 2003 la Commissione portoghese ha chiuso il caso e ha suggerito invece che il villaggio rientrasse in un progetto di maggiore portata geografica comprendente tutta la Costa Vicentina.
Nel 2005 sono stati effettuati dei rilievi archeologici, nell'ambito del Projecto de Espaços Exteriores da Envolvente da Fortaleza de Sagres (it. "Progetto degli Spazi Esterni della Fortezza di Sagres") mirante ad individuare l'originaria configurazione del portale e la sua evoluzione architettonica, il ponte levatoio e gli antichi accessi della fortezza. Furono scoperte dimensioni e forma del fossato. Nel novembre 2005 gli edifici all'interno della fortezza furono danneggiati da un temporale e il monumento fu parzialmente chiuso al pubblico. Nel dicembre 2006, il ministro della Cultura, Isabel Pires de Lima, pubblicò l'elenco dei 21 monumenti nazionali che avrebbero partecipato al concorso per le Sette Meraviglie del Portogallo, tra cui la fortezza di Sagres. Il presidente del Turismo della Regione dell'Algarve, Hélder Martins, criticò allora l'avanzato livello di degrado in cui si trovava la fortezza, per la sua importanza sia a livello regionale sia nazionale in quanto monumento più visitato dell'Algarve e il terzo in Portogallo, dopo il Santuario di Fátima e il Monastero dos Jerónimos. L'ordinanza 1130/2007, del 29 novembre 2007, affidò le operazioni presso la fortezza dalla Direzione Regionale della Cultura dell'Algarve. All'epoca non erano ancora stati eseguiti lavori sugli edifici danneggiati nel 2005, con il Quartiere Fieristico in stato di abbandono, e le murature necessitavano già di un intervento di restauro. La situazione fu criticata dal sindaco di Vila do Bispo, Gilberto Viegas, che affermò d'aver chiesto per anni di lasciare alle autorità locali parte delle entrate del monumento. Quell'anno, il presidente della Commissione regionale di coordinamento e sviluppo dell'Algarve, João Faria, parlò della fortezza durante il Congresso dell'Algarve, sostenendo che i ricavi dei biglietti (1,5-2 milioni di euro/anno) dovevano essere consegnati a un organismo per loro amministrazione, al fine di migliorarne la sostenibilità. A dicembre, il ministro Pires de Lima e il ministro dell'Economia, Manuel Pinho, fissarono al 2008 l'inizio del restauro della fortezza, inizialmente fissato solo per il Centro Esposizioni, da trasformarsi in uno spazio multimediale. Nel 2008 furono eseguiti lavori di monitoraggio archeologico, a seguito dei lavori di restauro del cunicolo di accesso e del tappeto erboso centrale, per individuare le modifiche apportate ai due elementi nel corso della loro storia. Tra 2009 e 2010 s'è svolta la prima fase del Projecto de requalificação e valorização do Promontório de Sagres (it. "Progetto di riqualificazione e valorizzazione del Promontorio di Sagres"), parte del quadro strategico nazionale d'intervento turistico dell'Ente portoghese del Turismo, Coordinamento regionale e Commissione per lo sviluppo dell'Algarve e Direzione regionale per la cultura dell'Algarve: oltre 3 milioni di euro di lavori di sistemazione paesaggistica, manutenzione conservativa della fortezza e sua riorganizzazione, studi geofisici sulla "Rosa dei venti", installazione di un camminamento di due chilometri per utenti con mobilità ridotta, riclassifica degli edifici costruiti negli anni '90, ecc.

#### 2010 e 2020

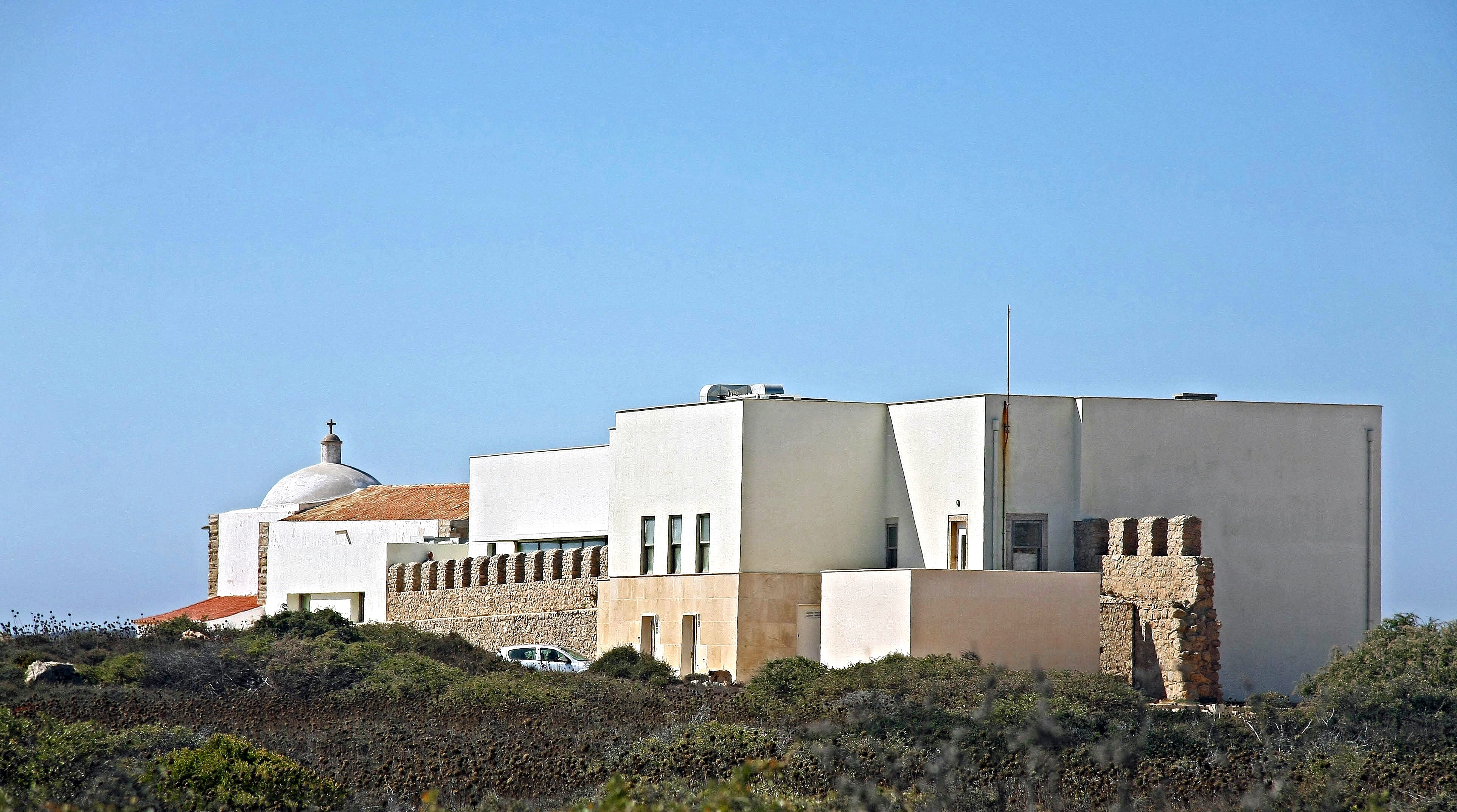
Edifici contemporanei all'interno della fortezza, con la Chiesa di Nossa Senhora da Graça sullo sfondo.

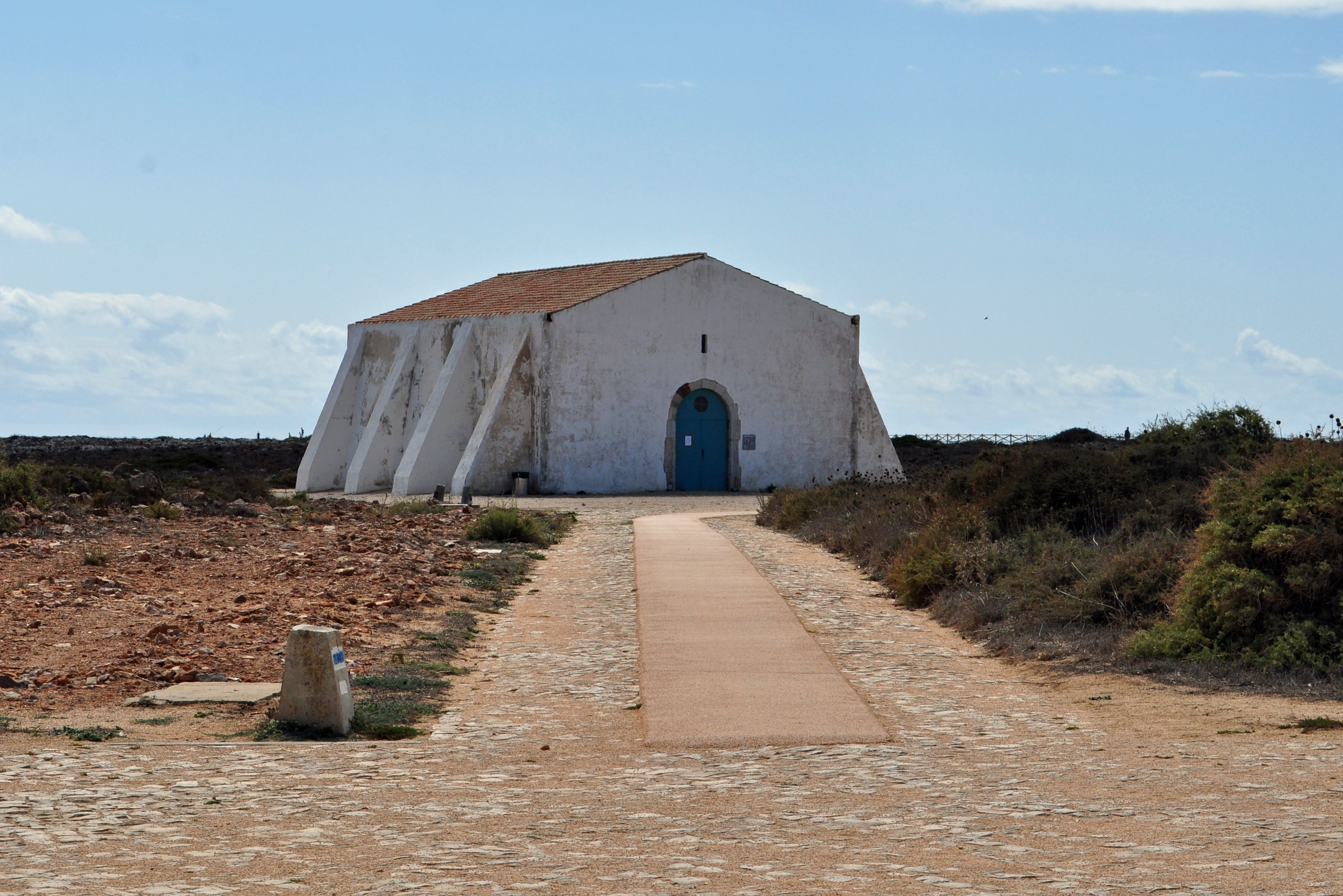
Ex magazzino munizioni e rifornimenti, adibito ad auditorium.

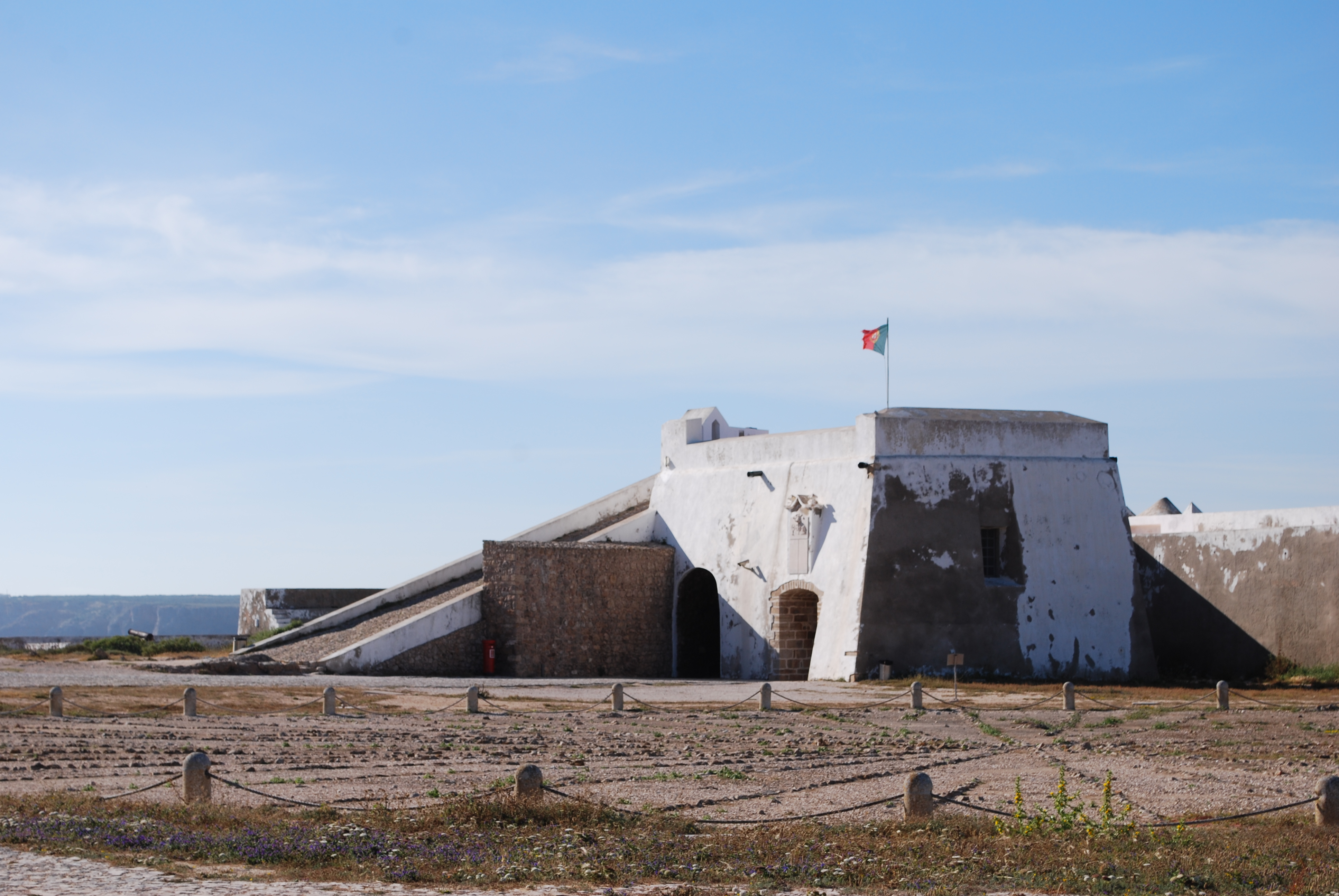
Torretta centrale della fortezza, nel 2010.

Tra aprile e maggio 2012 è stato presentato il progetto del Quartiere Fieristico della Fortezza di Sagres, con budget di circa 1,3 milioni di euro, parte del programma di riqualificazione del sito con completamento previsto al 2014, da installarsi in uno degli edifici costruiti negli anni '90, il c.d. "magazzino del merluzzo". Il Segretario di Stato per la Cultura, Francisco José Viegas, dichiarò che questo sarebbe stato l'elemento più significativo della seconda fase del programma di riqualificazione, un intervento strategico per il Paese ma difettante di fondi ancora da sbloccarsi. Nel novembre 2013, la Direzione Regionale della Cultura dell'Algarve ha informato che i lavori di ristrutturazione dell'auditorium sarebbero iniziati per opera della società Planirest, Construções Lda. Nel gennaio 2014, il comune di Vila do Bispo ha incluso nel suo budget per quell'anno l'installazione di un parcheggio per roulotte vicino alla fortezza di Sagres, al fine di migliorare la sicurezza e l'organizzazione dei parcheggi nell'area di accesso alla fortezza. Nel maggio dello stesso anno viene aggiudicato il contratto per il risanamento delle mura e l'esecuzione dell'illuminazione scenica della fortezza per 635 mila euro, con termine di ultimazione alla fine dell'anno. Nel 2015 il monumento ha ricevuto la distinzione di European Heritage Label, un'iniziativa del Parlamento europeo e del Consiglio dell'Unione europea per valorizzare il patrimonio culturale di ogni paese e migliorare le relazioni interculturali e il senso d'appartenenza alla Comunità Europea. Quell'anno, la rivista americana Condé Nast Publications nominò la fortezza di Sagres uno dei cinquanta luoghi da visitare in Europa prima di morire.
Nel gennaio 2017 il monumento è stato chiuso per riparazione dei danni da avverse condizioni atmosferiche. A febbraio è stata autorizzata la domanda della Direzione Regionale della Cultura dell'Algarve per intervenire a Sagres, nell'ambito del Programma Operativo CRESC Algarve 2020, e installare il Centro Espositivo Multimediale delle Scoperte Portoghesi. A maggio, il deputato Paulo Sá e altri membri del Partito Comunista Portoghese hanno visitato la Fortaleza de Sagres, incontrato il coordinatore del monumento e interrogato il Ministero dei Beni e delle Attività Culturali sul restauro e la valorizzazione della fortezza. Il Ministero ha risposto che era in corso l'appalto per la riqualificazione del Corpo A, destinato al Centro Espositivo Multimediale delle Scoperte portoghese, con la conclusione dei lavori prevista nell'agosto di quell'anno, ed apertura del centro nel 2018. Sempre a maggio è stato lanciato il programma Nova Escola de Sagres della Direzione Regionale della Cultura dell'Algarve e del Centro Ciência Viva de Lagos che ha previsto diverse manifestazioni storiche e scientifiche, come la costruzione di una caravella modulare di 6 m. A novembre, la direttrice regionale della Cultura dell'Algarve, Alexandra Gonçalves, ha confermato che il centro sarebbe stato completato entro la fine del 2018, con un budget di circa 2 milioni di euro. L'edificio doveva essere suddiviso in più sale, tra cui uno spazio per l'esposizione permanente, un altro al primo piano per le mostre temporanee, un negozio e un bar-ristorante. L'esposizione permanente è stata suddivisa in sei celle tematiche: la vita a bordo di una caravella, l'aula di lavoro dell'Infante Enrico, la dimostrazione di come si parla il portoghese nei diversi continenti, ecc.
Nel giugno 2018, il direttore regionale della Cultura dell'Algarve ha annunciato che la revisione delle specifiche per il centro multimediale nel forte di Sagres era quasi completata. A dicembre, la fortezza è stata insignita della distinzione Luogo internazionale della cultura e della pace, dall'Osservatorio internazionale per i diritti umani, nell'ambito della formazione di un cordone globale di solidarietà e delle commemorazioni del 70º anniversario della Dichiarazione universale di Diritti umani e 40 anni di adesione del Portogallo alla Convenzione europea dei diritti dell'uomo.
Nel febbraio 2019 è stato organizzato a Sagres e Lagos un programma evocativo del terremoto del 1969, la cui sessione inaugurale si è svolta nella fortezza di Sagres, alla presenza del presidente della repubblica, Marcelo Rebelo de Sousa. Nell'aprile di quell'anno, il Partito Comunista ha criticato i ritardi nei lavori del Corpo A e il fatto che il processo per la costituzione del centro non fosse ancora iniziato, collegando questi ritardi alle restrizioni di bilancio del governo. Nel maggio di quell'anno, il comune di Vila do Bispo ha lanciato l'applicazione per telefoni cellulari Bishop Go, con informazioni su vari punti di interesse del comune, tra cui il forte di Sagres. In ottobre, alla Fortaleza de Sagres, è stata organizzata la mostra d'arte Peregrinação II – Codici per i viaggiatori , basata sul Codex Casanatense, un libro di viaggio del XVI secolo. Il 12 novembre è stata celebrata un'Eucaristia nella chiesa di Nossa Senhora da Graça in onore del 500º anniversario della creazione della parrocchia e parrocchia di Sagres, ed è stata scoperta una targa che ricorda questo evento.
Nel gennaio 2020, l'Agenzia portoghese per l'ambiente ha annunciato che avrebbe speso circa 27 milioni di euro per lavori di difesa dei monumenti dagli effetti del cambiamento climatico, tra cui la Fortezza di Sagres, dove doveva essere stabilizzata la scogliera accanto al bastione ovest. Il 15 marzo di quell'anno, la Fortezza di Sagres fu uno dei monumenti dell'Algarve temporaneamente chiusi, come parte della pandemia di COVID-19.